# 周氏半尾花介
周氏半尾花介（学名：Semicytherura zhoui）为尾花介科半尾花介屬下的一个种。